# 井手らっきょ
井手 らっきょ（いで らっきょ、本名：井手 博士〈いで ひろし〉、1959年（昭和34年）12月11日 - ）は、日本のお笑い芸人、実業家、たけし軍団団員、ローカルタレント。
スキンヘッドがトレードマークで、裸芸（癖）が定番。テレビのバラエティ番組のほか、映画や舞台でも俳優として活躍している。まれに芸名を「井出らっきょ」と誤表記される事がある。
その傍ら、熊本市にて2005年5月に野球専門学校「プロフェッショナル・ベースボール・アカデミー」を設立した。
熊本県熊本市中央区出身。株式会社TAP所属。血液型はAB型。息子は、ラッパーのROOKで、芸能活動の傍ら、現在、井手の経営するダーツバーで勤務している。また、娘が1人いる。
2018年4月1日から活動拠点を出身地の熊本へ移し、現在は熊本県在住。妻とは50歳ぐらいの頃に離婚した。本人曰く「積もり積もったものがあったのでしょう。」

## 来歴
熊本県立第二高等学校を経て、久留米大学商学部へ進学する。特技は短距離走、ダーツ。
西城秀樹の「傷だらけのローラ」の真似をしたのがものまねを始めたきっかけ。学生時代、西城や水谷豊などのものまねで、素人ものまね番組の常連となったことで注目され、久留米大学を中退し、太田プロダクションよりデビュー。またフジテレビ系『笑っていいとも!』の初期のレギュラーにもなった。
その後脱毛症となるが、カツラを常用するようになりつつ芸能活動を続ける中、たけし軍団の草野球に参加中ビートたけしに軍団入りを打診され、その際に思い切って頭髪を剃る事を提案された。たけし軍団入り以降はすぐに裸になる裸芸を持ちネタとした。
2016年以降、熊本県のテレビ番組への出演依頼が増え、所属事務所であるオフィス北野（当時。現：TAP）への不信感もあったため、2018年4月1日から活動拠点を出身地の熊本へ移した。熊本では芸能活動に並行して、カラオケスナックを経営している。

## 野球関連のエピソード
- 俊足で知られ、100m走ベストタイムは大学時代の体育の授業で出した11秒0。その後『ビートたけしのスポーツ大将』の番組中でも11秒89（追い風参考）の好タイムを出すなどまさに「芸能界の韋駄天」というほどの走りを世間に知らしめる。フジテレビ番組「さんまのスポーツするぞ」（93年）で、現役引退後のフローレンス・ジョイナー（ソウルオリンピック陸上3冠）と100m走で勝利し、ジョイナー愛用のスパイクを獲得した事がある。
- 『スポーツ大将』のチャレンジ企画でたけし軍団全員が日本ハムファイターズの入団テストを受けるものがあり、通常のテストと全く同じ内容で受験。総合で井手のみが合格ラインに到達した。
- 野球好きが高じ、用具のこだわりは深く、ミズノに硬式野球用特注グラブを投手用、二塁手用、三塁手用、遊撃手用、外野手用、ファーストミットと発注し、計8個所有している。
- たけし軍団の草野球チームでも主力として活躍、殊に1991年11月23日に阪神のファン感謝デーのイベントとして行われたたけし軍団対阪神の試合では最終回となる6回に逆転のツーランスクイズを決めている[11]。
- バラエティ番組『マネーの虎』（日本テレビ）に出演し、元・プロ野球選手による野球塾開校を希望。堀之内九一郎社長が激しく批判するも、井手と共に交渉にあたった元プロ野球選手の秦真司がその場で実際に素振りをしたところ社長達がとても感動し、「下手な説明よりプロの素振りを見た方がよほど説得力がある」と味方に付けたことでマネー成立。小林敬社長から270万円、高橋がなり社長と岩井良明社長からそれぞれ1000万円の投資を受け、2270万円という番組史上最高額のマネー成立を勝ち取った。塾は当初神奈川県海老名市に開校予定だったが建築基準法の関係で断念、井手の出身地の熊本市になった。プロフェッショナル・ベースボール・アカデミー（PBA）という名前で2005年5月28日に開校、併せて「有限会社裸裸裸（ららら）」を設立し、自ら代表取締役となり運営に当たった。しかし、現在はPBAの運営から手を引いており、運営は別の会社に引き継がれている（PBAのホームページからも井手に関する記事、コメントは削除されている）。また有限会社裸裸裸も2017年に閉鎖している[12]。
- 2007年3月2日に福岡を拠点とする社会人野球チーム「嘉麻市バーニングヒーローズ」を結成。自身は選手会長を、元力士で元プロ野球選手の市場孝之が監督を務める。
- 東国原英夫（旧名・そのまんま東、当時宮崎県知事）率いる野球チーム「チームそのまんま宮崎」のメンバーとして、2008年正月にRKB毎日放送で放送された特番で川﨑宗則率いる「宗rin'S」と対戦した。
- 自身の息子も高校球児として高校野球東東京大会では同じ軍団のダンカンの息子も同じ大会に出場して話題となった。

## その他のエピソード
- 井手ひろしとして活動していた1981年頃、『ズームイン!!朝!』（日本テレビ）の集英社の生コマーシャルをやっていた。同時期のテレビドラマ『ふぞろいの林檎たち』（TBSテレビ）にも、医学部の学生役で出演していた。
- 2001年に劇団「井手食堂」を旗揚げし、定期的に公演活動を行っている。
- 『スーパージョッキー』（日本テレビ系）において、「熱湯コマーシャル」での全裸芸以外にも、同番組内の歌のゲストでセクシー系の女性アイドル（岡本夏生、杉本彩、飯島愛など）が出演すると、ブリーフ姿一丁か特注の衣装になり、後ろで勝手にダンサーを務めることが名物となっていた。
- 2006年10月24日に熊本市内の葬儀場で行われたばってん荒川の葬儀・告別式にはたけし、軍団員とともに供花を贈っている。
- 2007年には日清食品「行列のできるラーメン」のCMに出演。東国原知事が活躍する裏で、コンビニの前で井手・グレート義太夫・お宮の松がカップラーメンを食べており、「あいつらもどげんかせんといかん」と言われる内容で話題となった。
- 趣味はダーツで、腕前もAフラとセミプロ並みである。ダーツの大きな大会によく招かれ、ゲームオンの掛け声を担当している。2012年には、神奈川県川崎市新丸子に自身が店長のダーツバー・雀荘「らっきょの小部屋」をオープン。仕事が無い日は店に出ており、2013年1月27日放送分の『モヤモヤさまぁ〜ず2』（テレビ東京）、2016年8月25日放送分の『じっくり聞いタロウ〜スター近況（秘）報告〜』（テレビ東京）にて紹介された。2018年、熊本帰郷に伴い閉店した。
- 2018年、熊本に帰郷した後、カラオケスナック「らっきょの小部屋II」を開店している[13]。

## 出演

### テレビ番組
- オールスター感謝祭（TBS）- その他のたけし軍団員も多く出演
- ちょっくら寄り道　道しるべえ（静岡放送）
- まんぷく井手食堂（静岡放送・ラジオ）
- スーパージョッキー（日本テレビ）
- ビートたけしのスポーツ大将（テレビ朝日）
- ビートたけしの全日本お笑い研究所（日本テレビ）
- ビートたけしのお笑いウルトラクイズ（日本テレビ）
- ダウンタウンのガキの使いやあらへんで!!（日本テレビ）
- とんねるずの生でダラダラいかせて!!（日本テレビ）
- 笑っていいとも! 真似田博士のものまね講座（1982年10月 - 1984年3月、フジテレビ）
- 北野ファンクラブ（1991年 - 1996年、フジテレビ）
- ダウトをさがせ!（TBS系列・毎日放送制作）- クイズの出題映像で、扮装をしたりする等して隠れていた[注釈 1]。
- スーパーマリオスタジアム（1995年 - 1996年、テレビ東京）- 準レギュラー
- 姫TV（テレビ朝日）- 初期リニューアルの後にレギュラー加入し、最末期リニューアル時に降板。
- ヒロイン誕生!（テレビ大阪）
- アサデス。（九州朝日放送）
- 朝までたけし軍団（テレビ朝日）
- ビートたけしの絶対見ちゃいけないTV（TBS）
- リンカーン（TBSテレビ）
- 『ぷっ』すま（テレビ朝日）
- 青い空が好きっ!（山口朝日放送）
- オレワン（フジテレビ）
- ゲーマーズTV（MONDO TV）
- 歌魂（テレビ大分）- 司会

### テレビドラマ
- さむらい探偵事件簿（日本テレビ） - 伸介 役
- ふぞろいの林檎たち（TBS） - 医学部の学生 役
- 裸の大将 第62話「イルカに乗った清」（1993年、関西テレビ / 東阪企画） - 北村一哲　役
- 鬼平犯科帳スペシャル 引き込み女（フジテレビ） - 磯部の万吉 役
- まっつぐ〜鎌倉河岸捕物控〜 第7話（NHK）
- 新宿ラブストーリー事件簿（朝日放送）
- 牟田刑事官事件ファイル19（テレビ朝日）
- 夜桜お染（フジテレビ） - 文次 役
- 大河ドラマ 龍馬伝 最終話（2010年、NHK）

### 映画
- 3-4X10月（監督・北野武）
- どつきどつかれ（監督・小松隆志）
- 菊次郎の夏（監督・北野武） - バイクの男の友人 役
- 監督・ばんざい! （監督・北野武）
- 蛇にピアス（監督・蜷川幸雄）
- 島田洋七の佐賀のがばいばあちゃん（監督・島田洋七）
- スーパーヒーロー大戦GP 仮面ライダー3号（監督・柴﨑貴行） - 立花藤兵衛 役
- うつくしいひと サバ?（監督・行定勲）
- 実録マフィアンヤクザ劇場版 PUBLICENEMIES（2012年）
- YARIMAN HUNTER（2022年11月25日公開、企画・原案:横須賀歌麻呂）[14][15][16] - R-18指定。
- シキ（監督・山口龍大朗、2024年3月15日公開）[17]

### 舞台
- 昭和歌謡大全集（演出・蜷川幸雄）
- パンドラの鐘（演出・蜷川幸雄）
- ハムレット（演出・蜷川幸雄）

### Vシネマ
- 実録・日本やくざ烈伝 義戦（2001年） - 三谷久光
- パチンコ バトル・ロワイアル（2001年、監督・タガワカンタ）
- パチンコ バトル・ロワイアルII（2004年、監督・石毛栄典）
- 実録マフィアンヤクザIX（2014年） - 芥川リュウスケ
- 実録マフィアンヤクザX（2016年）
- ピストル楊4（2016年）
- ピストル楊5（2017年）

### テレビアニメ
1999年
- HUNTER×HUNTER（第1作）（ドゥーン）

2004年
- GANTZ（鈴木星人）

### ゲーム
2005年
- GANTZ（鈴木星人）※PlayStation 2・コナミ

### CM
- ラッキー （明治）
- 行列のできるラーメン店（日清食品）
- ダスラー（甲信越・北陸ローカル、パチンコ店）
- 龍虎の拳（スーパーファミコン版）（ケイ・アミューズメントリース）

### 本
- らっきょの甲子園物語（1989年、太田出版）

### web配信
- ビートたけしが考える妄想メンズヘルス治療「AGA編」（メンズヘルスクリニック東京）[18]

### 熊本ローカル
- ウェルカム!（熊本放送）